# ماچوپوچار

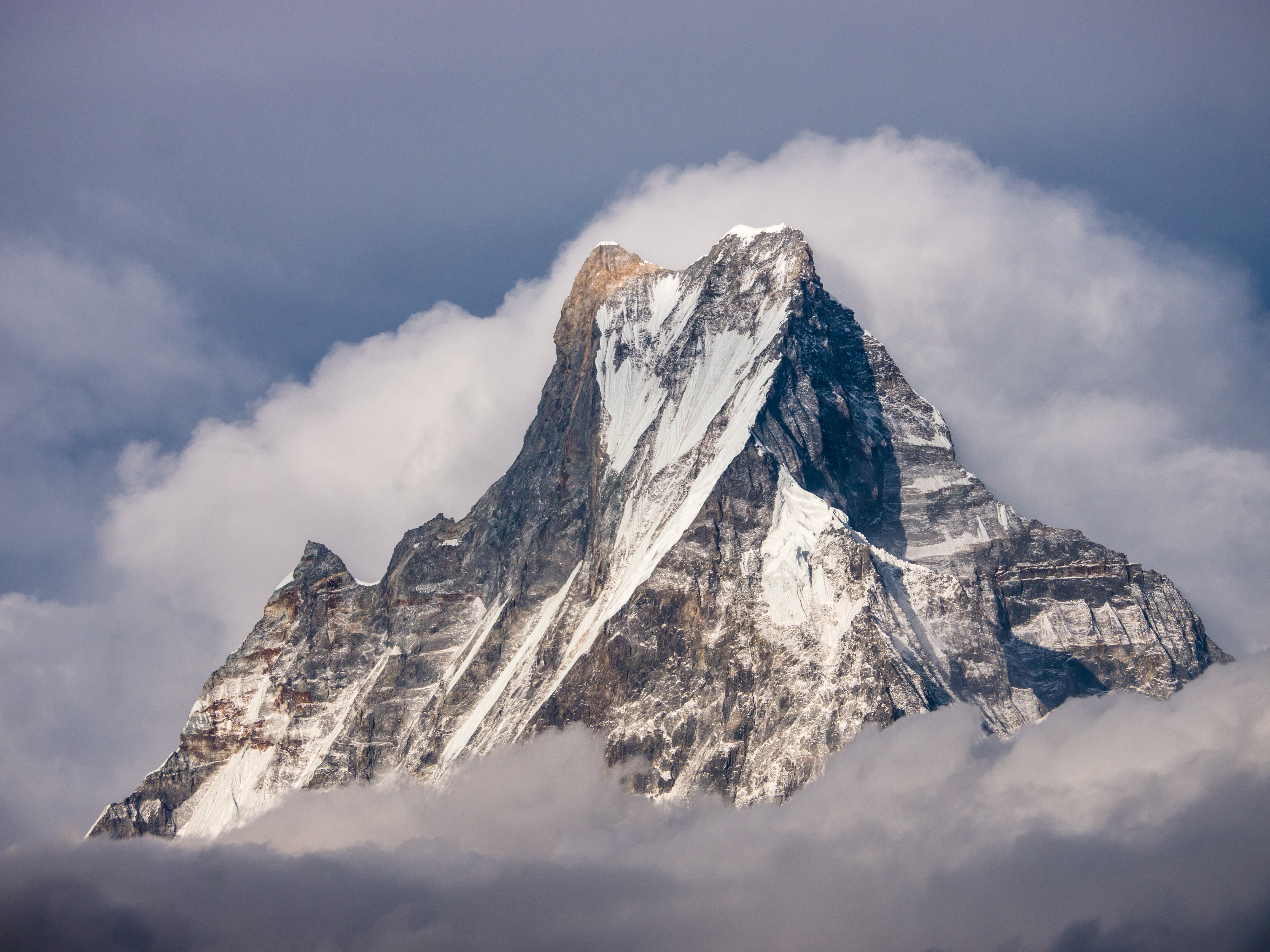
نمایی از کوه ماچوپوچار در زمستان.

ماچوپوچار (به انگلیسی: Machhapuchhre) (به نپالی: माछापुच्छ्रे) به معنی دم ماهی، کوهی است به ارتفاع ۶٬۹۹۳ متر در ارتفاعات آناپورنا در بخش شمال مرکزی نپال. این کوه توسط اهالی بومی منطقه، به عنوان اقامت‌گاه شیوا مقدس شمرده شده و به این دلیل صعود به آن ممنوع است.